# Campeonato Paulista 1939
In 1939 werd het 38ste Campeonato Paulista gespeeld voor clubs uit de Braziliaanse staat São Paulo. De competitie werd gespeeld van 21 mei 1939 tot 21 januari 1940 en werd gewonnen door Corinthians. 

## Eindstand
| Plaats | Club                   | Wed. | W  | G | V  | Saldo | Ptn. |
| ------ | ---------------------- | ---- | -- | - | -- | ----- | ---- |
| 1.     | Corinthians            | 20   | 17 | 2 | 1  | 63:16 | 36   |
| 2.     | Palestra Itália        | 20   | 13 | 4 | 3  | 56:25 | 30   |
| 3.     | Portuguesa             | 20   | 12 | 2 | 6  | 41:33 | 26   |
| 4.     | São Paulo Railway      | 20   | 11 | 2 | 7  | 49:41 | 24   |
| 5.     | São Paulo              | 20   | 10 | 1 | 9  | 41:28 | 21   |
| 6.     | Santos                 | 20   | 8  | 4 | 8  | 35:33 | 20   |
| 7.     | Juventus               | 20   | 7  | 3 | 10 | 33:37 | 17   |
| 8.     | Hespanha               | 20   | 5  | 4 | 11 | 28:46 | 14   |
| 9.     | Portuguesa Santista    | 20   | 6  | 0 | 14 | 32:54 | 12   |
| 10.    | Comercial de São Paulo | 20   | 4  | 3 | 13 | 23:64 | 11   |
| 11.    | Ypiranga               | 20   | 4  | 1 | 15 | 27:51 | 9    |

|  | Kampioen |

#### Kampioen
| Campeonato Paulista de 1939      |
| São Paulo                        |
| -------------------------------- |
| CORINTHIANS Kampioen (11° titel) |

## Topschutter
| Speler            | Speler | Goals | Club        |
| ----------------- | ------ | ----- | ----------- |
| Vlag van Brazilië | Teleco | 32    | Corinthians |